# Tetsu Komai
Tetsu Komai (駒井哲 Komai Tetsu) (Kumamoto, 23 aprile 1894 – Gardena, 10 agosto 1970) è stato un attore giapponese naturalizzato statunitense.

## Biografia
Nato a Kumamoto (sull'isola di Kyūshū), emigrò negli Stati Uniti nel dicembre 1907, stabilendosi nei primi anni a Seattle. Nella sua carriera a Hollywood, iniziata negli anni venti e durata fino a metà degli anni sessanta, prese parte come caratterista a oltre una cinquantina di pellicole, ricoprendo spesso ruoli di personaggi cinesi e di villain.

### Internamento
Durante la seconda guerra mondiale, l'attore, la moglie e i loro figli vennero internati nel Gila River War Relocation Center, un campo di concentramento sito in Arizona per i nippo-americani o i giapponesi che si trovavano negli Stati Uniti. Komai vi restò prigioniero dal 27 agosto al 3 novembre 1945.

## Filmografia parziale

### Cinema
- The Unchastened Woman, regia di James Young (1925)
- Shanghai Bound, regia di Luther Reed (1927)
- Streets of Shanghai, regia di Louis J. Gasnier (1927)
- Detectives, regia di Chester M. Franklin (1928)
- Moran of the Marines, regia di Frank R. Strayer (1928)
- La dama di Mosca (The Woman from Moscow), regia di Ludwig Berger (1928)
- Cercasi avventura (Bulldog Drummond), regia di F. Richard Jones e Leslie Pearce (1929)
- L'appello dell'innocente (East is West), regia di Monta Bell (1930)
- Borneo selvaggio (East of Borneo), regia di George Melford (1931)
- L'isola delle anime perdute (Island of Lost Souls), regia di Erle C. Kenton (1932)
- She Wanted a Millionaire, regia di John G. Blystone (1932)
- L'inferno verde (White Woman), regia di Stuart Walker (1933)
- Rivelazione (Now and Forever), regia di Henry Hathaway (1934)
- La lampada cinese (Oil for the Lamps of China), regia di Mervyn LeRoy (1935)
- L'isola della furia (Isle of Fury), regia di Frank McDonald (1936)
- La gloriosa avventura (The Real Glory), regia di Henry Hathaway (1939)
- Ombre malesi (The Letter), regia di William Wyler (1940)
- Adventures of Captain Marvel, regia di John English e William Witney - serial (1941)
- Avventura a Bombay (They Met in Bombay), regia di Clarence Brown (1941)
- Il delfino verde (Green Dolphin Street), regia di Victor Saville (1947)
- Aquile dal mare (Task Force), regia di Delmer Daves (1949)
- Sposa di guerra giapponese (Japanese War Bride), regia di King Vidor (1952)
- La valanga dei tanks (Tank Battalion), regia di Sherman A. Rose (1958)
- Passi nella notte (The Night Walker), regia di William Castle (1964)

### Televisione
- Adventures of Falcon – serie TV, episodio 1x01 (1954)
- Le avventure di Jet Jackson (Captain Midnight) – serie TV, episodio 1x22 (1955)